# Nakai-Schneefeld
Das Nakai-Schneefeld ist ein 1600 m hohes Schneefeld im ostantarktischen Viktorialand. In der Olympus Range nimmt es den Sattel zwischen Mount Hercules und Mount Jason ein.
Das Advisory Committee on Antarctic Names benannte es 2004 nach dem japanischen Geophysiker Nobuyuki Nakai von der Universität Nagoya, der von 1973 bis 1976 am Bohrprojekt in den Antarktischen Trockentälern beteiligt war.